# Ceratocombidae
Ceratocombidae Fieber, 1861 су породица стеница (Heteroptera). Ова породица обухвата најмање 3 рода.

## Опште одлике
Врсте ове породице су још увек недовољно истражене. То су мали инсекти величине од 1.5 до 3 mm. Боја тела је једнолична, неугледна, од жућкасте до тамно браон боје. Једна од основних карактеристика врста ове породице су бичасте (флагелиформне) антене. Већина представника ове породице су дугокрили (макроптерни), али срећу се и краткорили представници (брахиптерни). Крила дугокрилих представника имају дистално 2 до 3 велике ћелије.
Код нас је јавља род Ceratocombus Signoret. Овај род је широко распрострањен, космополитски, обухвата 3 подрода и 25 врста. У Европи врсте овог рода настањују влажна станишта. Живе у стељи, влажним шумама, у сфагнуму и тршћацима. Углавном се налазе у топлијим пределима. Углавном су предатори других ситних зглавкара.
У Србији је до сада забележена једна врста из рода Ceratocombus, а то је Ceratocombus coleoptratus (Zetterstedt, 1819).